# Altrimenti mi arrabbio: la mia vita
Altrimenti mi arrabbio: la mia vita è il libro autobiografico scritto nel 2010 da Bud Spencer con Lorenzo De Luca, a cura di David De Filippi. 

## Trama
Bud Spencer (Carlo Pedersoli) racconta la propria vita: la nascita, i successi del nuoto, le tante esperienze all'estero, la laurea in chimica, l'approdo al cinema per caso e i tanti successi ottenuti da solista e in coppia con Terence Hill.
Tanti aneddoti che hanno creato un mito, una leggenda sia nel nuoto che nel cinema, conosciuto in tutto il mondo. Il libro è composto da 203 pagine ed è corredato da 37 foto.

## Capitoli
- Prologo. L'appuntamento
- Napoli 1929-43: il piccolo Carlo
- Roma 1943-47: partenopeo e, in parte, romano
- Sudamerica 1947-51: il mio "nuovo mondo"
- 1951-57: di nuovo a Roma
- 1957-60: si torna in Sudamerica
- 1960: tutte le strade riportano a Roma
- Nasce "Bud Spencer"
- La coppia Bud & Terence
- Bud, attore solista
- Digressioni
- Epilogo. Chi (ri)trova un amico, trova un tesoro
- Filmografia